# Paramétrisation (modèle atmosphérique)
Cet article concerne un concept d'informatique en météorologie. Pour les autres significations, voir Paramétrisation post-newtonienne et Paramétrage.

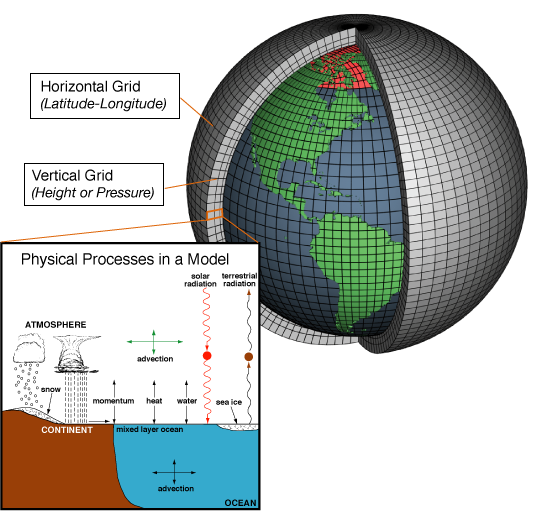
Les modèles de prévision numérique du temps utilisent les lois de la dynamique des fluides et de la chimie de l'atmosphère pour assimiler les données météorologiques disponibles sur une grille de calcul et projeter leur évolution dans le temps

La paramétrisation, dans le contexte de la prévision numérique du temps, est une méthode de remplacement des processus trop petits ou complexes pour être physiquement représentée dans un modèle numérique par un processus simplifié. Cela s'oppose aux processus qui peuvent être résolus par la maille de la grille du modèle, par exemple un écoulement atmosphérique à grande échelle, qui sont explicitement résolus.
Les exemples incluent la vitesse de chute des gouttes de pluie, les nuages convectifs, les simplifications du transfert radiatif atmosphérique et la microphysique des nuages. Les paramétrisations radiatives jouent un rôle important dans la modélisation atmosphérique et océanique. Les émissions atmosphériques de différentes sources ponctuelles doivent également être paramétrées pour déterminer leur impact sur la qualité de l'air.

## Description
Pour obtenir une bonne prévision du temps, il faut aussi tenir compte de phénomènes qui sont plus petits que la résolution du modèle (phénomènes dits sous-maille). Par exemple, un orage est considérablement plus petit que la maille de la plupart des modèles à grande échelle ; pris isolément on pourrait se permettre de le négliger dans le cadre d'une prévision à l'échelle d'un pays ou d'un continent. Mais une zone orageuse, comprenant de nombreux orages dans un domaine géographique étendu, aura un impact important sur le déroulement du cas qui fait l'objet de la prévision, de par la production d'une quantité appréciable de pluie et de son effet dans le bilan énergétique de l'atmosphère. Plus fondamentalement encore : laissé à lui-même, le modèle pourrait créer des orages dont la taille horizontale égalerait la maille du modèle, ce qui est complètement irréaliste et fausserait de manière brutale l'évolution de la prévision. On doit donc donner aux orages une existence implicite au sein du modèle afin de dissiper l'énergie convective en respectant les considérations d'échelle. 
La représentation de l'influence moyenne à grande échelle des phénomènes de la petite échelle est appelée paramétrisation. Les phénomènes sous-maille les plus communément paramétrisés par les concepteurs des modèles sont :
- La convection atmosphérique verticale (dont font partie les orages) ;
- La physique des nuages (condensation, collection et collision des gouttes, effet Bergeron, changements de phase, etc.) ;
- Les effets radiatifs atmosphériques (rayonnement de la chaleur) ;
- L'interface surface-air :
  - Échanges de chaleur et d'humidité entre la surface et l'atmosphère ;
  - Frottement et turbulence près du sol.
- L'effet des montagnes et des irrégularités du terrain :
  - Effet de blocage du vent ;
  - Ondes atmosphériques en aval des montagnes.

Le paramétrage des phénomènes physiques ne compense pas complètement les limitations imposées par un espacement trop grand de la maille des modèles. Le choix et l'ajustement des schémas de paramétrisation a un impact important sur la qualité des prévisions.

## Paramètres

### Nuages et convection

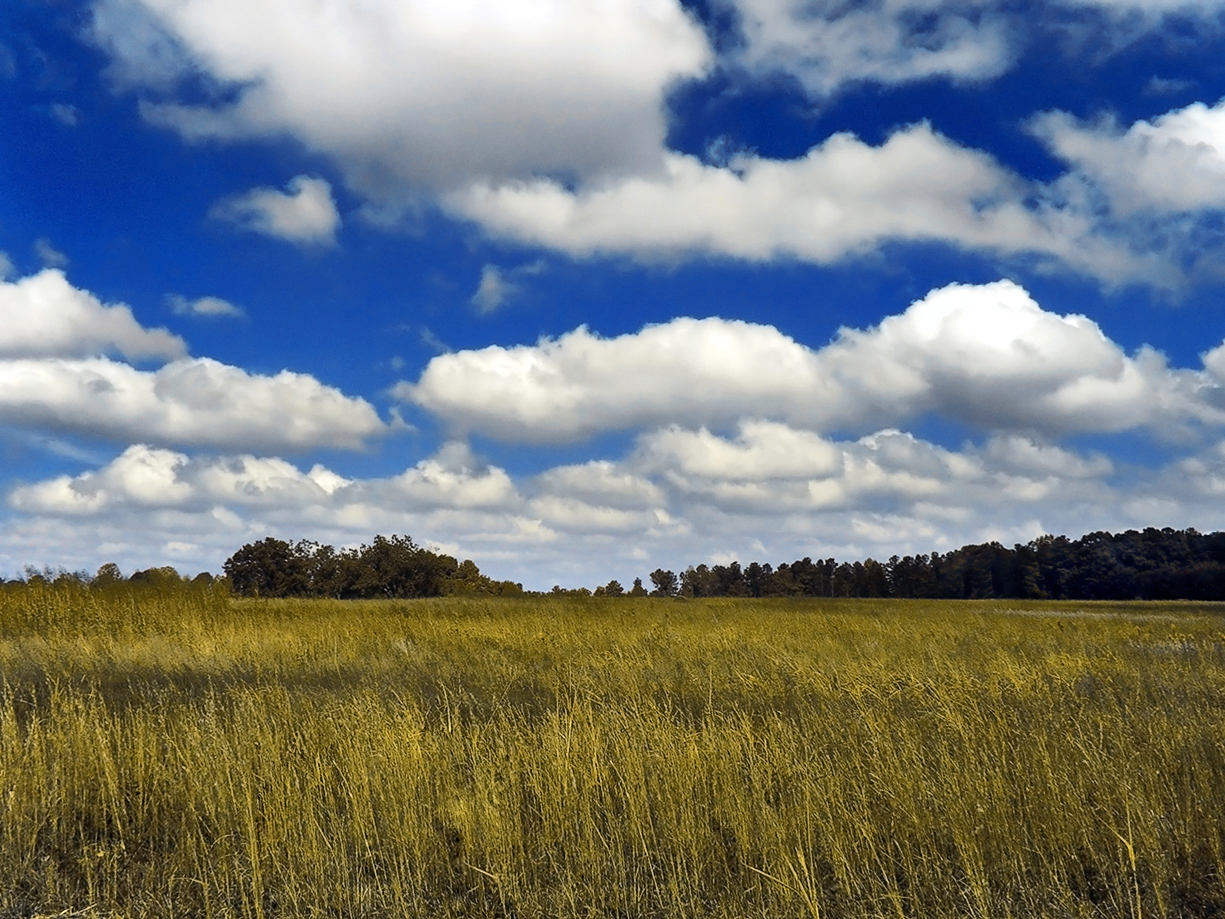
Des cumulus humilis épars.

La répartition des données dans les modèles météorologiques en 2019 varient en général de 5 à 30 km et ceux climatiques peuvent aller jusqu'à 300 km. La formation de nuages à grande échelle (de type nimbostratus) dépend d'un soulèvement de la masse d'air à grande échelle, elle peut donc être résolue explicitement par ces modèles. Cependant, un cumulus typique a des dimensions de moins de 1 kilomètre et seule une grille à une échelle plus fine peut le représenter physiquement par les équations du mouvement des fluides atmosphériques. Par conséquent, les processus qui génèrent ces nuages sont paramétrés par des processus plus ou moins sophistiqués selon la grille du modèle.
Une paramétrisation simple est utilisée lorsque l'humidité relative atteint une valeur prescrite : plutôt que de supposer que les nuages se forment à 100 % d'humidité relative, la fraction nuageuse peut être associée à une humidité relative d'au moins 70 % pour les nuages de type stratus et de 80 % pour les nuages convectifs, reflétant à l'échelle de la sous-grille les variations de distribution des nuages dans le monde réel. Certaines parties du paramétrage de la précipitation incluent le taux de condensation, les échanges d'énergie liés au changement d'état de la vapeur d'eau en gouttes liquides et la composante microphysique qui contrôle le taux de changement de la vapeur d'eau en gouttelettes d'eau.
Les premières simulations numériques étaient ainsi très grossières pour les nuages cumulatifs : lorsqu'une colonne d’air à un point de grille du modèle était instable, c’est-à-dire que la couche inférieure du modèle était plus chaude que celle la surplombant, la particule d'air inférieure se trouvait soulevée au niveau supérieur. S'il y avait la saturation de la vapeur d'eau désirée d'après les calculs lors du processus, du nuage était généré dans le modèle. 
Des schémas plus sophistiqués ajoutèrent graduellement des améliorations, en reconnaissant que seules certaines parties de la grille pouvaient entrer en convection et que le reste subisaient des processus d'entraînement atmosphérique ou autres. Les modèles météorologiques plus récents, ayant une grille de résolution de 5 km ou moins peuvent commencer à représenter explicitement les nuages convectifs, bien qu'ils aient encore besoin de paramétrer la microphysique des nuages (changements de phase liquide-solide, etc.).

### Radiation et interface air-sol-mer
La quantité de rayonnement solaire atteignant le niveau du sol en terrain accidenté, ou due à une nébulosité variable, est paramétrée à l'échelle moléculaire. Cette méthode de paramétrage est également utilisée pour le flux d'énergie de surface entre l'océan et l'atmosphère afin de déterminer une température de surface de la mer et un type de banquise réalistes. En outre, la taille de la grille des modèles est grande par rapport à la taille et à la rugosité réelles des nuages, la topographie, l'angle du soleil ainsi que l'impact de plusieurs couches de nuages qui doivent être pris en compte. Le type de sol, le type de végétation et l'humidité du sol déterminent tous la quantité de rayonnement nécessaire au réchauffement et la quantité d'humidité absorbée dans l'atmosphère adjacente; et sont donc importants à paramétrer.

### Pollution

Panache de dispersion de polluants estimés par une fonction gaussienne.

Les prévisions de la qualité de l’air tentent de prédire quand les concentrations de polluants atteindront des niveaux dangereux pour la santé publique. La concentration de polluants dans l'atmosphère est déterminée par le transport, la diffusion, la transformation chimique et les dépôts au sol. Outre les informations sur la source de pollution et le terrain, ces modèles nécessitent des données sur l'état de l'écoulement du fluide dans l'atmosphère afin de déterminer son transport et sa diffusion. Dans les modèles de qualité de l'air, les paramétrisations prennent en compte les émissions atmosphériques provenant de multiples sources relativement minuscules (par exemple, les routes, les champs, les usines) dans des zones de grille spécifiques ce qui nécessite une paramétrisation poussée.

## Limitations et interactions
La paramétrisation étant une simulation approximative des processus physiques, sa validité est toujours reliée à l'échelle pour laquelle elle fut conçue, exactement comme la relativité  galiléenne par rapport à celle d'Einstein. Ainsi, lorsque la grille du modèle numérique diminue, il faut l'adapter pour éliminer des erreurs de calculs qui pourraient générer des emballements, dits « tempêtes de point de grille », ou des minimisations. Le schème de paramétrisation doit souvent même être changé complètement.
Les hypothèses statistiquement valables pour les plus grandes grilles deviennent discutables une fois que la résolution augmente vers la taille du phénomène. Par exemple, des schémas de convection profonde comme celui de Arakawa-Schubert cessent de générer des précipitations significatives à partir de 30 km de résolution car les équations sont bâtis en faisant l'hypothèse que seule une partie d'une cellule de résolution contient des nuages convectifs. Ceci n'est plus vrai quand on passe à une plus haute résolution près de la dimension du phénomène.
Finalement, la paramétrisation d'un des phénomènes météorologiques se fait en décomposant les processus qui le gouverne. Ainsi pour simuler la formation de nuages convectifs et de leurs précipitations, il faut paramétrer la turbulence, la convection restreinte et profonde, la formation de goutte froide dans les nuages, la condensation d'échelle synoptique, etc. Tous sont à des échelles différentes.